# 송촌초등학교
송촌초등학교는 대한민국 경기도 여주시에 있는 공립 초등학교이다.

## 학교 연혁
- 1947년 3월 20일 대신국민학교 송촌분교장 인가
- 1947년 4월 1일 대신국민학교 송촌분교장 1학급 개교
- 1955년 5월 1일 송촌국민학교 승격 개교
- 1956년 3월 15일 제1회 졸업식 거행
- 1983년 3월 10일 병설 유치원 개원(1학급)
- 1996년 3월 1일 송촌초등학교로 개칭
- 1997년 9월 5일 보통교실 2, 유치원교실 1 개축 준공(3교실)
- 2003년 9월 30일 교실 증축 1실 및 인라인스케이트장 조성
- 2004년 1월 10일 교실 증축 2층 2실
- 2007년 1월 2일 다용도실 신축
- 2011년 11월 7일 교실 증축 영어체험실 및 정보실
- 2015년 2월 13일 제60회 졸업식(총 졸업생수 2176명)
- 2015년 3월 1일 초등 6학급, 병설유치원 1학급 편성
- 2015년 4월 20일 제24대 이양호 교장 취임